# Чемпионат Африки по дзюдо 2015
Чемпионат Африки по дзюдо 2015 года прошёл 24 — 26 апреля в городе Либревиль (Габон).

## Медалисты

### Мужчины
| Весовая категория       | Золото                      | Серебро                              | Бронза                                                |
| ----------------------- | --------------------------- | ------------------------------------ | ----------------------------------------------------- |
| Суперлёгкая (до 60 кг)  | Яссин Мудатир · Марокко     | Мохамед Эль-Хади Эль-Кависах · Ливия | Мохамед Джафи · Марокко Бернардин Цала Цала · Камерун |
| Полулёгкая (до 66 кг)   | Худ Зардани · Алжир         | Хусем Халфауи · Тунис                | Имад Бассоу · Марокко Ахмед Юсеф Эль-Кависах · Ливия  |
| Лёгкая (до 73 кг)       | Мохамед Муэлдин · Египет    | Уссама Джедди · Алжир                | Хамза Бархуми · Тунис Абделрахман Мохамед · Египет    |
| Полусредняя (до 81 кг)  | Абделазиз Бен Аммар · Тунис | Али Хазем · Египет                   | Мохамед Абделлах · Египет Ларби Грини · Алжир         |
| Средняя (до 90 кг)      | Абдерахман Бенамади · Алжир | Зак Пионтек · ЮАР                    | Имад Абдалауи · Марокко Уссама Махмуд Снусси · Тунис  |
| Полутяжёлая (до 100 кг) | Лиес Буякуб · Алжир         | Рамадан Дарвиш · Египет              | Калвин Фури · ЮАР Сейду Нджи Мулух · Камерун          |
| Тяжёлая (свыше 100 кг)  | Файсал Джабала · Тунис      | Ислам Эль-Шехаби · Египет            | Эль-Мехди Малки · Марокко Билал Зуани · Алжир         |
| Абсолютная категория    | Файсал Джабала · Тунис      | Диудонн Долассем · Камерун           | Майсара Эль-Нагар · Египет Бабукар Мане · Сенегал     |

### Женщины
| Весовая категория      | Золото                       | Серебро                      | Бронза                                                       |
| ---------------------- | ---------------------------- | ---------------------------- | ------------------------------------------------------------ |
| Суперлёгкая (до 48 кг) | Татьяна Цезар · Гвинея-Бисау | Филомене Бата · Камерун      | Асараманитра Ратиарисон · Мадагаскар Олфа Сауди · Тунис      |
| Полулёгкая (до 52 кг)  | Хела Аяри · Тунис            | Кристиан Легентил · Маврикий | Джазия Хаддад · Алжир Мерием Мусса · Алжир                   |
| Лёгкая (до 57 кг)      | Несрия Джласси · Тунис       | Ратиба Тарикет · Алжир       | Ортанс Дедхиу · Сенегал Паола Ситчепинг · Камерун            |
| Полусредняя (до 63 кг) | Ризлен Зуак · Марокко        | Имен Агуар · Алжир           | Шандра Шогеди · Гана Элен Везеу Домбеу · Камерун             |
| Средняя (до 70 кг)     | Худа Хилед · Тунис           | Ассмаа Нианг · Марокко       | Нада Эль-Фанди · Египет Антония Морейра · Ангола             |
| Полутяжёлая (до 78 кг) | Каутар Уаллал · Алжир        | Сара Марьям Мазуз · Габон    | Ортенс Ванесса Мбалла Атангана · Камерун Сара Мзугуи · Тунис |
| Тяжёлая (свыше 78 кг)  | Нихел Шейх Руху · Тунис      | Надин Вети Диоджо · Камерун  | Сония Асселах · Алжир Моника Сагна · Сенегал                 |
| Абсолютная категория   | Нихел Шейх Руху · Тунис      | Сония Асселах · Алжир        | Моника Сагна · Сенегал Надин Вети Диоджо · Камерун           |